# Manuel Pérez Gómez
Manuel Pérez Gómez (Madrid, 20 de març de 1899 - Madrid, 29 de juny de 1987) va ser un sindicalista, esperantista i socialista espanyol.
Cambrer de professió, va aprendre esperanto de ben jove. El seu professor va ser Julio Mangada, llavors capità d'infanteria, tot i que arribaria a ser general de l'exèrcit republicà durant la guerra civil i una de les persones claus de l'esperantisme espanyol d'aquesta època. Es va interessar per l'anarquisme i va formar part del grup "Los intransigentes". Va col·laborar amb diverses publicacions obreres, com Heraldo (Madrid), Las Barriadas, (Madrid), Justicia (Barcelona) o La Raza Ibera (Alacant). Va ser membre de diverses organitzacions lligades al sindicat UGT, com l'Agrupació General de Cambrers o el Sindicat d'Hostaleria, i director dels seus diaris oficials, Solidaridad i Federación, respectívament. També va ser vocal obrer del Tribunal Paritari i del Jurat Mixt d'Hostaleria. Durant la guerra civil va ser mobilitzat i destinat al front de Guadalajara.
A l'acabar la guerra va estar a la presó. Va sortir en llibertat el 1941 i va militar al socialisme clandestí. Com la resta de partits polítics, el PSOE havia estat il·legalitzat i els seus béns confiscats. Manuel Pérez Gómez va formar part de la tercera comissió executiva del PSOE a l'interior, presidida per Miguel Ángel Martínez Díaz; i també de la quarta, presidida per Federico López Zubizarreta. També va representar a la Federació d'Hostaleria al Comitè Nacional de la UGT.
El 1948 va ser detingut durant la batuda que va desarticular la quarta comissió executiva del PSOE. El govern de Franco l'arribaria a arrestar fins a sis comissions executives, fet que va provocar que la comissió executiva del partit es traslladés a Tolosa de Llenguadoc. Manuel Pérez Gómez va ser condemnat a 18 anys de presó i va passar per les presons d'Ocaña, Sant Miquel dels Reis-València, Albacete, Hospital de la Presó Escola de Madrid-Yeserías i Alcázar de San Juan (Ciudad Real). Va sortir en llibertat condicional el 1953, militant sempre al PSOE, a la UGT i, des del restabliment de la democràcia, també a l'AS de Moncloa (Madrid).

## Obres
- Más fuerte que la amistad. Colección La Novela Idea, Barcelona, 1924